# دافي فورس
دافي فورس (بالإنجليزية: Davy Force)‏ هو لاعب كرة قاعدة أمريكي، ولد في 27 يوليو 1849 في نيويورك في الولايات المتحدة، وتوفي في 21 يونيو 1918 في إنغلوود في الولايات المتحدة.

## وصلات خارجية
- دافي فورس على موقعبيزبول رفرنس.كوم (الدوري الرئيسي) (الإنجليزية)
- دافي فورس على موقعبيزبول رفرنس.كوم (الدوري الثانوي) (الإنجليزية)